# 기유각서
〈대한제국 사법 및 감옥사무 위탁에 관한 각서〉(大韓帝國司法및監獄事務委託에關한覺書) 통칭 기유각서(己酉覺書)는 융희 3년(1909년) 7월 12일, 대한제국과 일본 제국 사이에 체결된 조약으로, 대한제국의 사법권과 감옥사무(교도행정)에 관한 업무를 일본에게 넘겨준다는 내용을 담고 있는 조약이다.
이 조약 사건으로 말미암아 대한제국 순종 황제의 실권이 대한제국 조선 주재 일본 통감부 통감 소네 아라스케(曾禰荒助)에 의해 전격 박탈되었다. 임진왜란의 사후 처리를 위해 조선과 일본의 에도 막부(江戶幕府)가 1609년에 체결한 기유약조와는 다른 조약이다.

## 체결
이 조약은 대한제국의 사법권과 감옥 사무를 일본 제국에 넘겨준 것으로서 대한제국의 사법부와 재판소 및 형무소는 전부 폐지되고, 그 사무는 한국통감부(韓國統監府)의 사법청이 맡게 되었다. 이로써 일본 제국은 대한제국의 국권을 제외한 나머지의 모든 정치적 권력을 강탈했으며 사실상의 멸망을 맞은 대한제국은 정식적인 멸망을 목전에 두게 되었다.

### 전권대신(全權大臣)
이 조약은 대한제국의 내각총리대신인 친일파 이완용과 일본의 제2대 한국 통감으로 발령받았던 소네 아라스케 사이에 맺어졌다.

## 기유각서의 5조항
대한제국의 사법권을 강탈해가는 근거가 된 기유각서의 5개 조항은 아래와 같다.

1. 대한제국의 사법과 감옥의 사무가 완비되었다고 인정될 때까지 사법과 감옥의 사무를 일본 제국에게 위탁한다.
2. 일본 제국 정부는 일정한 자격을 갖춘 한국인 및 일본인을 재한(在韓) 일본재판소 및 감옥의 관리로 임명한다.
3. 재한(在韓) 일본 재판소는 협약이나 법령에 특정한 규정이 있는 것을 제하고 한국인에게는 대한제국의 법령을 적용한다.
4. 대한제국의 지방 관청 및 신료(臣僚)들은 직무에 따라 사법 및 감옥의 사무에 대하여 한국에 주재한 일본 당국자의 지휘나 명령을 받고, 또 그를 보조하도록 한다.
5. 일본 제국 정부는 대한제국의 사법 및 감옥에 관한 일체의 경비를 부담하도록 한다.

## 대한민국과 일본국의 무효 재확인
(경술국치에 의한 대한제국 황권 소멸 이후로도) 대한민국과 일본국은 1965년 한일기본조약에서 기유각서를 포함하여 대한제국과 일본 제국간에 체결된 모든 조약 및 협정이 이미 무효임을 한 번 더 확인하였다.

## 같이 보기
- 대한제국
- 제1차 한일 협약
- 제2차 한일 협약
- 한일신협약
- 한일 병합 조약
- 일본 제국
- 한국통감부
- 소네 아라스케 (순종 황제 치세 당시 1909년 7월 12일에서 1910년 5월 30일까지 순종 황제 시대 제1대 침략 실권자.)
- 데라우치 마사타케 (순종 황제 치세 당시 1910년 5월 30일에서 1910년 8월 20일까지 순종 황제 시대 제2대 침략 실권자.)
- 야마가타 이사부로 (순종 황제 치세 당시 1910년 8월 20일에서 1910년 8월 29일까지 순종 황제 시대 마지막 침략 실권자.)